# Opostega afghani
Opostega afghani is een vlinder uit de familie oogklepmotten (Opostegidae). De wetenschappelijke naam van deze soort is voor het eerst geldig gepubliceerd in 1989 door Davis.

## Voorkomen
De soort komt voor in Afghanistan.